# Sarkastodon mongoliensis
A Sarkastodon mongoliensis az emlősök (Mammalia) osztályának fosszilis Creodonta rendjébe, ezen belül az Oxyaenidae családjába tartozó faj.
Nemének a típusfaja.

## Tudnivalók
A Sarkastodon mongoliensis egy óriás, őskori, húsevő emlős volt, amely az eocén korban, körülbelül 48,6-37,2 millió évvel ezelőtt élt. Tagja volt a fosszilis Creodonta rendnek. Magyarul a neve „húst tépő fog”-at jelent. A mai medvékhez hasonlított, kivéve azt, hogy nagyobb volt, mint akármelyik ma élő medve. Nagyobb testű zsákmányállatokat vadászott.
A Sarkastodon mongoliensis testtömege körülbelül 800 kilogramm, míg testhossza 3 méter lehetett. Nagy farka mosómedveszerű volt. Feltételezik, hogy azért lett ez az állat minden idők egyik legnagyobb ragadozója, hogy le tudja győzni a körülötte lévő hatalmas zsákmányállatokat, mint például: az orrszarvúféléket, a brontotheriumokat és a chalicotheriumokat. Az állat fosszilis fogai azt mutatják, hogy nagyon változatos étrendje volt. Életmódja hasonlíthatott a modern barna medvééhez. Az állat fogazata hiénaszerű volt; fogaival csontokat tudott összezúzni. Az éles kisőrlők négyzet alakúak voltak, így a Sarkastodon mongoliensis a zsákmányából mindent el tudott fogyasztani, úgy a húst, mint a csontot is.
Ezt az állatot is, mint más creodontát, a Carnivora rend fajai kiszorították. A macskafélék, kutyafélék, medvefélék, menyétfélék és más modern ragadozó családok több tíz millió év alatt teljesen átvették az uralmat a Földön. Hogy miért, azt még nem tudjuk pontosan.

## Felfedezése és lelőhelyek
Az első Sarkastodon mongoliensis példány maradványa, Mongólia területén az Irdin Manha Formation-ban került elő. Belső-Mongóliában az Ulan Shireb rétegben (Ulan Shireb beds), amely az előző lelőhelytől körülbelül 160 kilométerre van, előkerült egy másik példány kövülete is. A két példányt Walter Willis Granger fedezte fel 1930-ban, a Góbi sivatagban tett útja során. A kövületeket 1938-ban írta le.

## Képek

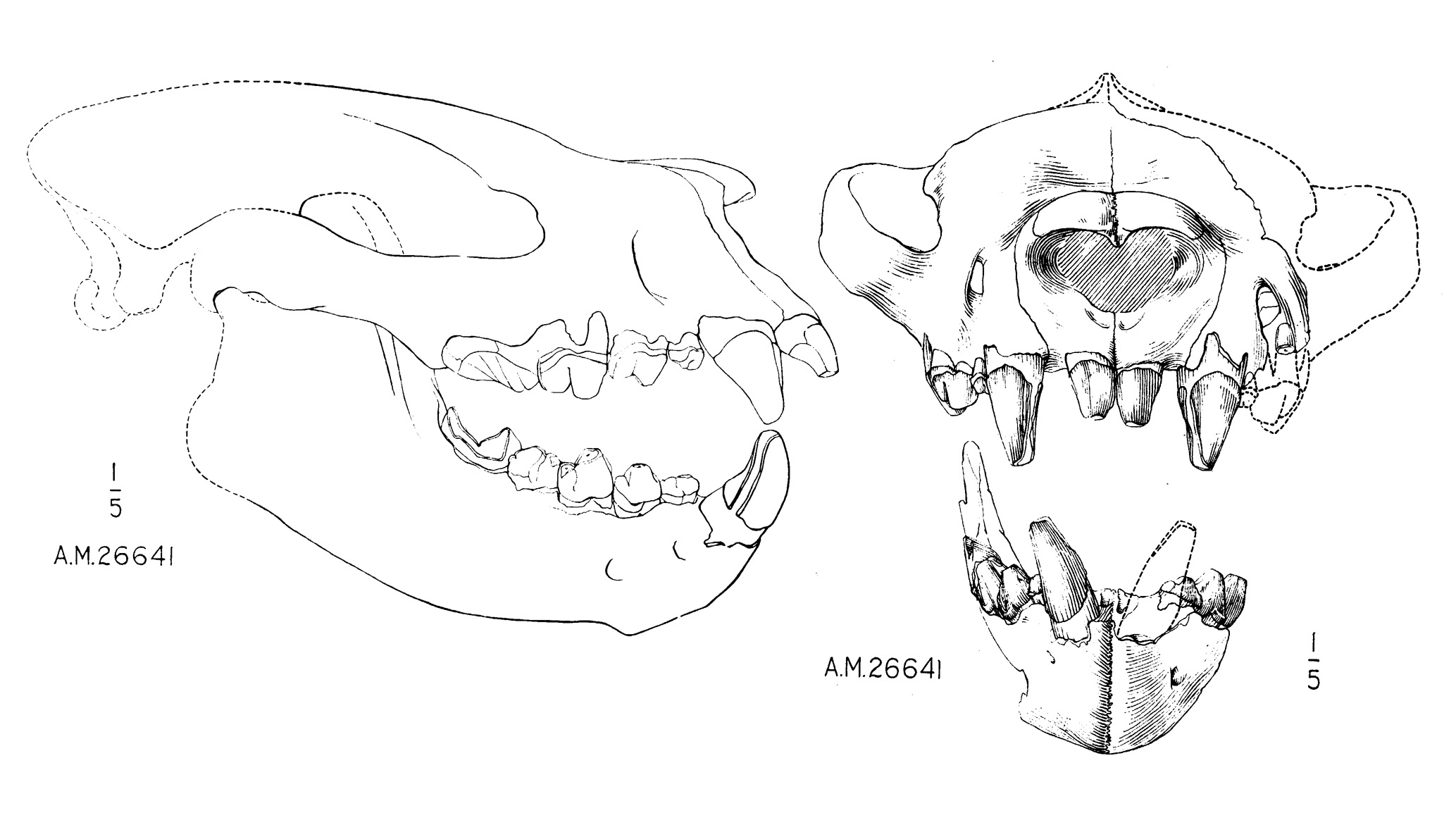
A Sarkastodon mongoliensis koponyájának rekonstrukciója. A bal oldalon Granger (1938) 4. ábrája látható, míg a jobb oldalon a 2. ábra
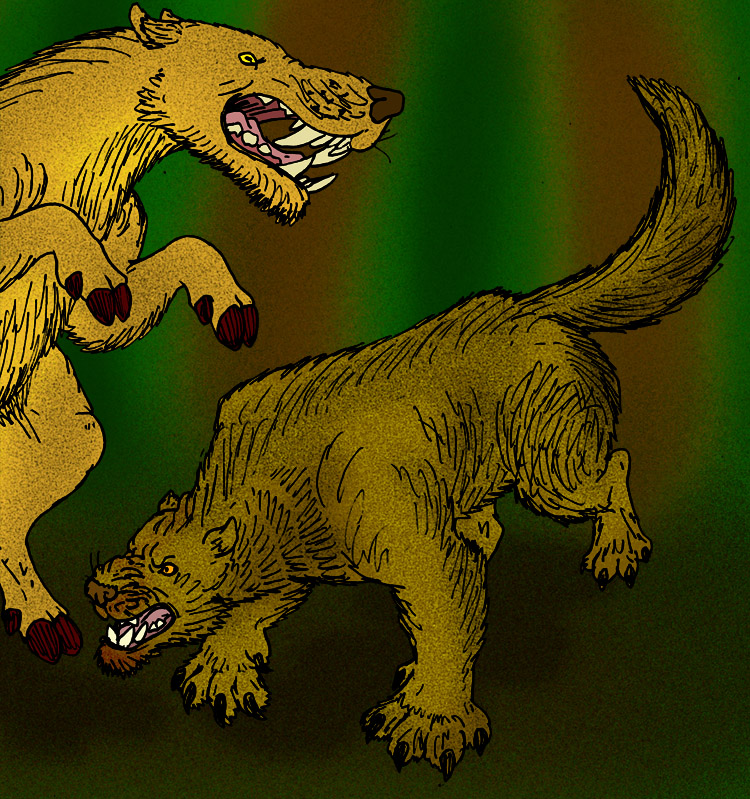
Rajz egy Andrewsarchus (bal) és egy Sarkastodon (jobb) visszájáról

### Fordítás
- Ez a szócikk részben vagy egészben  a   Sarkastodon című angol Wikipédia-szócikk ezen változatának fordításán alapul.  Az eredeti cikk szerkesztőit annak laptörténete sorolja fel. Ez a jelzés csupán a megfogalmazás eredetét és a szerzői jogokat jelzi, nem szolgál a cikkben szereplő információk forrásmegjelöléseként.